# Eugene James Keogh

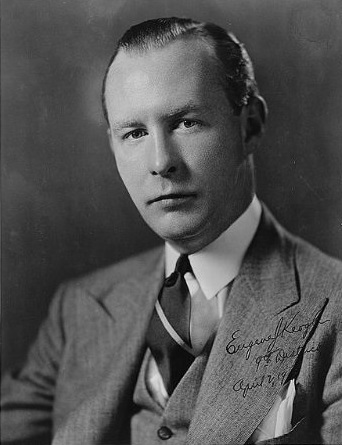
Eugene James Keogh

Eugene James Keogh (* 30. August 1907 in Brooklyn, New York; † 26. Mai 1989 in New York City) war ein US-amerikanischer Jurist und Politiker. Zwischen 1937 und 1967 vertrat er den Bundesstaat New York im US-Repräsentantenhaus.

## Werdegang
Eugene James Keogh wurde ungefähr sieben Jahre vor dem Ausbruch des Ersten Weltkrieges in Brooklyn geboren. Er besuchte öffentliche Schulen und die Commercial High School in Brooklyn. Keogh graduierte 1927 an der Handelsschule der New York University und 1930 an der School of Law der Fordham University in New York City. In den Jahren 1927 und 1928 unterrichtete er an öffentlichen Schulen in New York City. Zwischen 1928 und 1930 arbeitete er als Clerk im New York City Board of Transportation. Er war in den Jahren 1930 und 1931 als Rechtsreferendar tätig. Seine Zulassung als Anwalt erhielt er 1932 und begann dann in New York City zu praktizieren. 1936 saß er in der New York State Assembly. Politisch gehörte er der Demokratischen Partei an.
Bei den Kongresswahlen des Jahres 1936 für den 75. Kongress wurde er im neunten Wahlbezirk von New York in das US-Repräsentantenhaus in Washington, D.C. gewählt, wo er am 4. Januar 1937 die Nachfolge von Stephen A. Rudd antrat. Er wurde 14 Mal in Folge wiedergewählt. Da er auf eine erneute Kandidatur im Jahr 1966 verzichtete, schied er nach dem 3. Januar 1967 aus dem Kongress aus. Als Kongressabgeordneter hatte er den Vorsitz über das Committee on Revision of the Laws (76. bis 79. Kongress).
Nach seiner Kongresszeit nahm er wieder seine Tätigkeit als Anwalt auf. Zwischen 1973 und 1976 war er Mitglied im New York State Racing and Wagering Board. Er lebte bis zu seinem Tod am 26. Mai 1989 in New York City.